# Sarcosperma kachinense
Sarcosperma kachinense är en tvåhjärtbladig växtart som först beskrevs av George King och Robert Pantling, och fick sitt nu gällande namn av Arthur Wallis Exell. Sarcosperma kachinense ingår i släktet Sarcosperma och familjen Sapotaceae.

## Underarter
Arten delas in i följande underarter:
- S. k. kachinense
- S. k. simondii